# Euryomma peregrina
Euryomma peregrina is een vliegensoort uit de familie van de Fanniidae. De wetenschappelijke naam van de soort is voor het eerst geldig gepubliceerd in 1826 door Meigen.